# Günter Ambraß
Günter Ambraß (Karl-Marx-Stadt, 16 settembre 1955) è un ex sollevatore tedesco orientale che ha gareggiato nella categoria dei pesi leggeri (fino a 67,5 kg.).

## Carriera
Nel 1976 Günter Ambraß partecipò alle Olimpiadi di Montréal, terminando al 4º posto finale con 295 kg. nel totale, perdendo la medaglia di bronzo a causa del suo peso corporeo leggermente superiore a quello del polacco Kazimierz Czarnecki, che aveva terminato con lo stesso risultato.
Due anni dopo Ambraß vinse la medaglia di bronzo ai Campionati mondiali di Gettysburg con 300 kg. nel totale, battuto dal bulgaro Janko Rusev (310 kg.) e dall'altro polacco Zbigniew Kaczmarek (302,5 kg.).
Nel 1979 ottenne la medaglia di bronzo ai Campionati europei di Varna con 312,5 kg. nel totale.
L'anno successivo vinse la medaglia d'argento ai Campionati europei di Belgrado con 315 kg. nel totale e, qualche mese dopo, prese parte alle Olimpiadi di Mosca 1980, piazzandosi al 5º posto finale con 320 kg. nel totale.